# Сио, Арнольд
Арнольд Сио (Arnold A. Sio; 22 августа 1917 года, Чикаго — 29 июня 2011 года, Кингстон, Нью-Йорк) — американский социолог и историк. Доктор философии. Являлся именным заслуженным Университетским профессором (Russell Colgate Distinguished University Professor) социологии и антропологии Колгейтского университета, в отставке с 1984 года, преподавал там с 1952 года. Исследователь рабовладельческих обществ Америки, а также истории обществ Карибского региона. Также преподавал в Университете Вест-Индии на Ямайке. В Колгейтском университете дважды занимал должность завкафедрой социологии и антропологии.
Окончил Beloit College (бакалавр антропологии). Степень магистра антропологии получил в Чикагском университете, а также в Университете Иллинойса получил степени магистра социологии и доктора философии по социологии и антропологии. В годы Второй мировой войны служил в авиационном корпусе армии США. Стипендиат Фулбрайта (1969—1970). Публиковался в Caribbean Studies и Historical Reflections. Учились у него Justus Drew Doenecke, Riall Nolan.
Остались супруга Дороти (Dorothy Catherine Sio; ум. 2019), четверо детей, внуки.